# Брање гљива
Брање гљива, гљиволов, тихи лов и слични изрази описују активност прикупљања гљива у природи, односно бављење гљивама или занимање за њих ради скупљања јестивих врста за храну или због задовољавања сопствене знатижеље. Као рекреативна активност гљиварење је популарно широм света.

## Брање гљива (печурака) као рекреативна активност
Уобичајени изрази међу сакупљачима гљива, којима се описују овакве активности, су одлазак "у гљиве" или "у тихи лов". Неизвесност која прати овакав "лов" свему даје чар. Неки људи воле гљиве, неки не, неки их се плаше, али је најмање оних сасвим равнодушних. Када се нађу у природи оне својом лепотом изазивају дивљење, а на трпези делују снажно на чула мириса и укуса. За обичног шетача, који их не познаје, за почетак је довољно да упозна њихову лепоту. Нипошто их не треба шутирати и уништавати, без обзира да ли су отровне или не. Укључивање у рад гљиварског удружења, посета неке од изложби, или излазак на терен са искусним познаваоцима омогућава боље упознавање света гљива, у који се улази опрезно, полако и систематично.

## Сезона брања и станишта гљива
Гљиве расту током целе године. Расту у шумама и на ливадама, воле влагу и сунце и не подносе јак ветар. У народу постоји веровање да печурке расту одмах после кише. Киша је заиста један од важних фактора који претходе појави плодних тела се не смеју заборавити ни остали метеоролошки услови, неопходни да би мицелија избацила свој плод – печурку. Влажне зиме и ране пролећне кише подстичу мицелије да стварају своје пупове – примордије из којих се касније, у време плодоношења, развија печурка.
Ако у време плодоношења нису остварени услови за стварање плода, пупови ће сачекати повољније метеоролошке услове или ће до следеће сезоне мировати. У народу постоји веровање да се неке печурке јављају циклично, сваких 10, 20, 50 или чак 100 година. Веома ретко ће се печурке наћи на падинама које су изложене ветру. Многе од њих неповољне временске прилике савлађују тако што уместо плодних тела стварају склероције, које су способне да издрже до следеће сезоне.
За развој већег броја печурака неопходна је влага у виду кише или отопљеног снега, уз температуру изнад 10 °C. При овим условима прве печурке које се јављају у пролеће су смрчци (Моrchella spp.) и њима сродне врсте. За гљиве које се јављају касније током пролећа, лета или јесени неопходна је већа количина сунчеве енергије која осим ваздуха загрева и тло. Након обилнијих падавина, најбрже се јављају гљиве из родова Psathyrella spp, Marasmius spp, Mycena spp. и сл.
Претерано високе температуре, које брзо исушују земљу, као и минималне количине падавина током летњих месеци могу погодовати само понеким врстама из рода вргања (Boletus spp.) или рудњаче (Agaricus spp. ). Неке од њих се током ветровитих или веома врућих дана осуше на станишту, а затим већ са првим падавинама поново рехидрирају.
Неким печуркама плодно тело „сазрева“ за неколико сати, а затим долази до његове аутолизе, односно саморазлагања што га претвара у црну мастиљаву течност, која је препуна зрелих спора. Упркос сунчевој топлоти или другим неповољним условима, споре су на овај начин сигурне да ће доспети у подлогу у којој ће проклијати и тако продужити врсту.
Свако годишње доба има своје врсте. Тако се, на пример, ђурђевача (Calocyba gambosa ) углавном не може наћи у јесен, већ током пролећа, а нарочито у периоду око Ђурђевдана, од средине априла до средине маја. Сиви мишић (Тricholoma terrum) углавном се налази у јесен, све до првих мразева а бусенаста рудњача (Agaricus bohusii) најчешће током врелих августовских дана. Гљиве из рода зека (Russula spp. ) се појављују након обилнијих падавина, али када већ све врсте којима треба много влаге заврше своје плодоношење. Оне показују да шума почиње да се суши. Током зиме расту буковаче (Pleurotus ostreatus) и зимске пањевчице (Flammulina velutipes), под условом да се температура креће од -3 до +10 °C. Неке чисто јесење врсте, на пример модрикаче (Lepista spp.) или стоглавка (Lyophyllum spp.), јављају се у пролеће. То се нарочито дешава ако током јесени није било довољно влаге за њихово плодоношење, а пролеће буде веома кишно.

## Правила за брање гљива
1. Све гљиве које се беру ради исхране треба прикупљати искључиво у корпе од прућа, платнене или јаке папирне кесе. У пластичној амбалажи се ствара повишена влажност, што подстиче процес разградње беланчевина од стране бактерија. Конзумирање такве гљиве доводи до истих симптома као конзумација поквареног месо.
2. За исхрану треба брати само оне гљиве које сигурно препознајете. Све друго непознато што се нађе на терену треба паковати у одвојене посуде и понети провереним познаваоцима гљива у неком од гљиварских удружења на детерминацију. Веома је опасно помешати у истој корпи јестиве и отровне гљиве. Отровне гљиве имају изузетно отровне споре које могу загадити јестиве примерке, па тако довести до тровања.
3. Сувише младе гљиве не треба никада брати, јер је то стадијум у коме их је најтеже детерминисати. Такође не треба брати ни старе примерке или оне расквашене од кише, јер су веома склоне кварењу.
4. Приликом брања треба поштовати природу. Увек треба оставити довољан број средње зрелих и старих примерака, који ће пустити споре из којих ће проклијати нова мицелија, живи организам који ће се за неколико година развити у нову гљиву.
5. Приликом брања гљиве не треба чупати, јер ће се тако оштетити мицелијум. То је поступак, сликовито описано, као када би се посекло дрво да би се убрало неколико плодова. Гљиве се беру тако што се плодно тело гљиве заврће у круг, при чему мицеларни конци којима је везана за гљивачу лагано попуцају. Отвор који остане после брања треба затрпати земљом да би се спречио продор бактерија, вируса и инсеката. Ако гљива расте на дрвету, треба је одрезати тик уз саму ивицу стабла или пања.
6. Увек треба имати на уму да је највећа вредност "гљиволова" боравак у природи и свежем ваздуху, а да је количина и квалитет убраних гљива тек на другом месту. Гљиве никада не треба брати у количинама које се не могу и појести.
7. Свака нова јестива врста која се пронађе треба прво да прође тестирање. Код припреме гљива за јело треба имати на на уму да су оне, пре свега, додатак јелима од поврћа, меса или рибе.[3]

### Препознавање гљива
Да би се са сигурношћу гљиве сврстале и детерминисале, што је нарочито важно код брања гљива у природи, неопходно је пратити више значајнијих морфолошких одлика, односно дати одговоре на следећа питања:
1. Да ли гљиве расту појединачно, у групама или у букетима.
2. Које је њихово станиште: дрво, шумска стеља, земља итд.
3. Имају ли шешир, дршку или су неодређеног облика.
4. Које су одлике шешира: димензије, боја, да ли су му ивице наребране, повијене, расцепане и сл.
5. Да ли је плодиште - месо на коме се формирају споре, састоје од листића, цевчица, иглица, вена или је у питању глатка површина.
6. Да ли плодно тело има дршку и ако је има да ли је она постављена централно или не, које су јој димензије, боја и конзистенција, које су карактеристике њеног доњег дела, да ли се и на који начин плодиште додирује са дршком.
7. Да ли на дршци постоји прстен, сукњица или кончасте нити, а у њеној основи основи врећасти овој.
8. Да ли је месо гљиве пихтијасто, влакнасто, зрнасто или плутасто (дрвенасто), каква му је боја, мирис, понекад укус, да ли се мења боја на пресеку и да ли лучи бистру или млечну течност.
9. Које је боје отисак спора[4]

#### Гљиварска удружења у Србији
- Миколошко друштво Србије
- Гљиварско друштво Ваљево
- Гљиварско друштво Шумадија
- Миколошко друштво "Југ" из Власотинца
- Гљиварско друштво Нови Сад

#### Гљиварске манифестације у Србији
- Први гљиварско-гастрономски фестивал у Србији Архивирано на веб-сајту  (3. април 2019)
- Дани гљива у Ћуприји
- Сусрети гљивара Архивирано на веб-сајту  (3. април 2019)